# Alorczycy
Alorczycy, także: Alor, Baranusa – grupa etniczna zamieszkująca wyspy Alor i Pantar (rejon nadbrzeżny) w indonezyjskiej prowincji Małe Wyspy Sundajskie Wschodnie. Ich populacja wynosi 70 tys. osób.
Posługują się językiem alorskim z wielkiej rodziny austronezyjskiej. W użyciu są także języki malajski alorski i indonezyjski. Wyznają islam w odmianie sunnickiej, przy czym występują wpływy rodzimych wierzeń; są wśród nich również chrześcijanie. Islam przyjęli pod wpływem Makasarczyków bądź Sułtanatu Ternate (co jest spójne z lokalną tradycją).
Tradycyjnie zajmują się handlem, rybołówstwem, ogrodnictwem. Rozwinęli rzeźbienie w drewnie. Słyną z tkactwa.
Są odrębni od ludów aloro-pantarskich, które posługują się językami z grupy alor-pantar. Encyklopedia Narody i rieligii mira zalicza Alorczyków do grupy ludów ambońsko-timorskich. Przypuszcza się, że przybyli z Flores lub wysp Solor, prawdopodobnie kilkaset lat temu.